# Linnaeopsis
Linnaeopsis é um género botânico pertencente à família Gesneriaceae.

## Espécies
- Linnaeopsis alba
- Linnaeopsis gracilis
- Linnaeopsis heckmanniana
- Linnaeopsis subscandens